# Cosetta Greco
Pour les articles homonymes, voir Greco.
Cosetta Greco, née Cesarina Rossi le 8 octobre 1930 à Trente dans la région du Trentin-Haut-Adige et morte le 14 juillet 2002 à Rome dans la région du Latium, est une actrice italienne principalement active au cinéma et à la télévision au cours des années 1950.

## Biographie
Elle est remarquée lors d'un casting organisé par la société Scalera Film et décroche à partir de 1948 quelques rôles de figuration avant d'obtenir l'un des premiers rôles du film Traqué dans la ville de Pietro Germi en 1951. Elle joue ensuite dans plusieurs productions italiennes et françaises dont Le Cap de l'Espérance de Raymond Bernard, La Tanière des brigands de Pietro Germi, Le Chemin de l'espérance de Dino Risi, Je suis un bâtard de Giorgio Bianchi ou En amour on pèche à deux de Vittorio Cottafavi
En 1955, elle joue le rôle d'Alice, une jeune femme victime de Jacques Rupert (joué par Paul Frankeur) dans le film Je suis un sentimental de John Berry. Elle débute à la télévision en 1956 sous la caméra de Mario Landi et poursuit sa carrière, dans des rôles moins glorieux que ceux de ses débuts. Victime d'une dépression, elle choisit d'arrêter sa carrière au début des années 1960.
Elle fait un éphémère retour en 1967, elle incarne alors Mata Hari au cours d'un feuilleton pour la télévision italienne intitulé Le Dossier Mata Hari. Elle figure dans le vaste casting de la série Il romanzo di un maestro, puis dans la comédie Un amour à trois de Sergio Capogna. Après une dernière apparition dans le western spaghetti Le Shérif de Rockspring de Mario Sabatini, elle se retire définitivement. Elle décède en 2002 à Rome à l'âge de 71 ans.

## Filmographie

### Au cinéma
- 1943 : Dernier Amour (Addio, amore!) de Gianni Franciolini
- 1948 : Les Misérables (I miserabili) de Riccardo Freda
- 1948 : La Chartreuse de Parme de Christian-Jaque
- 1949 : Anselme est pressé (La sposa non può attendere) de Gianni Franciolini
- 1951 : Violence charnelle (Art. 519 codice penale) de Leonardo Cortese
- 1951 : Traqué dans la ville (La città si defende) de Pietro Germi
- 1951 : Le Cap de l'Espérance (La nostra pelle) de Raymond Bernard
- 1952 : Je suis un bâtard (La nemica) de Giorgio Bianchi
- 1952 : La Tanière des brigands (Il brigante di Tacca del Lupo) de Pietro Germi
- 1952 : Chansons du demi-siècle (Canzoni di mezzo secolo) de Domenico Paolella
- 1952 : Violence charnelle (Art. 519 codice penale) de Leonardo Cortese
- 1952 : Les Fiancés de Rome (Le ragazze di piazza di Spagna) de Luciano Emmer
- 1953 : Le Chemin de l'espérance (Il viale della speranza) de Dino Risi
- 1953 : Les Héros du dimanche (Gli eroi della domenica) de Mario Camerini
- 1953 : La Maison du silence ou La Voix du silence (La voce del silenzio) de Georg Wilhelm Pabst
- 1953 : Les femmes mènent le jeu (Scampolo '53) de Giorgio Bianchi
- 1953 : Marco la Bagarre (Musoduro) de Giuseppe Bennati
- 1953 : Canzoni, canzoni, canzoni de Domenico Paolella
- 1954 : La Chronique des pauvres amants (Cronache di poveri amanti) de Carlo Lizzani
- 1954 : En amour on pèche à deux (In amore si pecca in due) de Vittorio Cottafavi
- 1955 : Terroristi a Madrid de Rafael Torrecilla
- 1955 : Foglio di via de Carlo Campogalliani
- 1955 : Napoléon de Sacha Guitry
- 1955 : Je suis un sentimental de John Berry
- 1955 : Les Amoureux (Gli innamorati) de Mauro Bolognini
- 1956 : I pappagalli de Bruno Paolinelli
- 1957 : Rien que nous deux (I sogni nel cassetto) de Renato Castellani
- 1961 : Cronache del '22 de Moraldo Rossi (it) et cie
- 1969 : Un amour à trois  (Plagio) de Sergio Capogna
- 1971 : Le Shérif de Rockspring de Mario Sabatini : Jane

### À la télévision
- 1959 : Canne al vento de Mario Landi
- 1959 : Il romanzo di un maestro
- 1967 : Le Dossier Mata Hari

## Sources
- (it) Cet article est partiellement ou en totalité issu de l’article de Wikipédia en italien intitulé « Cosetta Greco » (voir la liste des auteurs).